# 薛寶玉
《薛寶玉》，全名《薛寶玉的故事，或孤兒的命運》，趙雨水著，1911年由華商印局出版，是一部印度尼西亞荷屬時期的馬來語兒童小說。故事內容敘說一位與叔叔生活在巴達維亞的孤兒所面臨的挑戰。這是華人馬來語作家創作的唯一童書，對於傳統性別角色與華人認同進行思辨。

## 備註
1. ↑  此為荷蘭式拼法，白話字正寫法表記為Sih Pó Gio̍k